# Kanton Sartrouville
Kanton Sartrouville (fr. Canton de Sartrouville) je francouzský kanton v departementu Yvelines v regionu Île-de-France. Skládá se pouze z obce Sartrouville.